# Пашенное (озеро, Свердловская область)
Пашенное или Пашня — проточное долинно-пойменное озеро в Свердловской области России. Располагается в юго-восточной части Гаринского городского округа. Относится к бассейну Тавды.
Находится в болотистой лесной местности на высоте 59 м над уровнем моря, в 3,5 км к юго-западу от нежилой деревни Пашня и в 16 км южнее деревни Лапоткова. Озеро округлой формы, вытянуто в направлении северо-запад — юго-восток. Площадь — 1,6 км². Подвержено зарастанию. Окружено смешанным лесом, берега большей частью болотистые. С западной стороны впадает река Сама, с юго-восточной — Сенной Падун. Сток из озера идёт на восток по реке Кузнецовка в Тавду.
Водится лещ, окунь, чебак, щука, язь. Гнездятся водоплавающие виды птиц.

## Данные водного реестра
По данным государственного водного реестра России относится к Иртышскому бассейновому округу, водохозяйственный участок — Тавда от истока и до устья, без реки Сосьва от истока до водомерного поста у деревни Морозково, речной подбассейн — Тобол. Речной бассейн — Иртыш.
Код объекта в государственном водном реестре — 14010502511111200012640.